# Sisyrina tropica
Sisyrina tropica là một loài côn trùng trong họ Sisyridae thuộc bộ Neuroptera. Loài này được Smithers miêu tả năm 1973.